# Lego Pirates of the Caribbean: The Video Game
Lego Pirates of the Caribbean: The Video Game је акционо-авантуристичка видео игра са Лего темом коју је развила Traveller's Tales и објавила Disney Interactive Studios. Објављена у мају 2011. године, како би се поклопила са објављивањем Пирати са Кариба: На чудним плимама, игра је заснована на серији филмова Пирати са Кариба, а њена прича покрива прва четири филма. Игра је доступна на Мајкрософт Виндовс, Mac OS X, Нинтендо 3DS, Нинтендо ДС, Плејстејшн 3, Плејстејшн Портабл, Ви, Иксбок 360.

## Играње
Игра је слична претходним Лего видео играма у серији. Игра користи исту механику испадања за два играча која се користи у свим Лего видео играма. Средиште у овој игри се зове Лука. Одавде играчи напредују кроз игру, откључавају ликове и додатке, а како играчи буду пролазили даље кроз игру, Лука ће се развијати и постајати све већи, откривајући нове области за откључавање и откривање нових ствари. Као и прошли наслови, различити ликови имају различите способности. На пример, сви (осим ликова попут Дејвија Џонса који могу да ходају под водом) могу да пливају под водом, а чланови посаде Дејвија Џонса могу да дишу док то раде, капетан Џек Спароу има могућност да користи свој компас, који га упућује на скривене предмете на целом нивоу, Вил Тарнер има могућност да баца секире на мете да би испунио циљеве, док женски ликови као што је Елизабет Свон имају могућност двоструког скока, омогућавајући им да стигну до виших локација недоступних мушким ликовима.
3ДС верзија користи StreetPass функцију за активирање борби мачевима.

## Развој
Игра је званично најављена 18. новембра 2010. Игру је развио Traveller's Tales, а објавио је Disney Interactive Studios. Објављен је у мају 2011. како би се поклопио са објављивањем четвртог филма у серији, Пирати са Кариба: На чудним плимама.
Демо је објављен на мрежи почетком маја 2011. Укључује први ниво у игри 'Порт Ројал'. Радња је смештена у Порт Ројал и заснована је на првих неколико поглавља Проклетства Црног бисера, укључујући сцену у којој се Вил бори са Џеком и када Џек и Вил заповедају Неустрашивим, а затим украду пресретач.

## Пријем
Lego Pirates of the Caribbean: The Video Game добила је помешане критике критичара. GameSpot је дао 6,5/10 за Мајкрософт Виндовс, Плејстејшн 3, Иксбок 360 и Ви, док је 6,0/10 за Плејстејшн Портабл, Nintendo 3DS и Нинтендо ДС. ИГН је дао 7,5/10 за Плејстејшн 3, Иксбок 360, Ви и Нинтендо ДС, док је 8,0/10 за Nintendo 3DS. GameZone је Ви верзији дао оцену 8/10, наводећи „ LEGO Pirates of the Caribbean је импресивна акциона авантура која је забавна у целости. Љубитељи претходних игара или лиценце Пирати са Кариба треба да играју ову игру без оклевања.“
Eurogamer је оценио игру са 8/10, наводећи да је „Тачно је да ће они који су играли последња два или три Лего наслова можда искусити мало дежа вуа, али ће остали вероватно схватити да је гусарски живот веома за њих." Game Informer је оценио игру са 7/10, наводећи да „LEGO Pirates of the Caribbean не побољшава ЛЕГО франшизу као што је то урадила игра Lego Star Wars III: The Clone Wars пре неколико месеци, али нуди још један добро изведен унос“.

### Продаја
Lego Pirates of the Caribbean: The Video Game је била трећа најпродаванија видео игра у мају 2011.